# David Gilbert

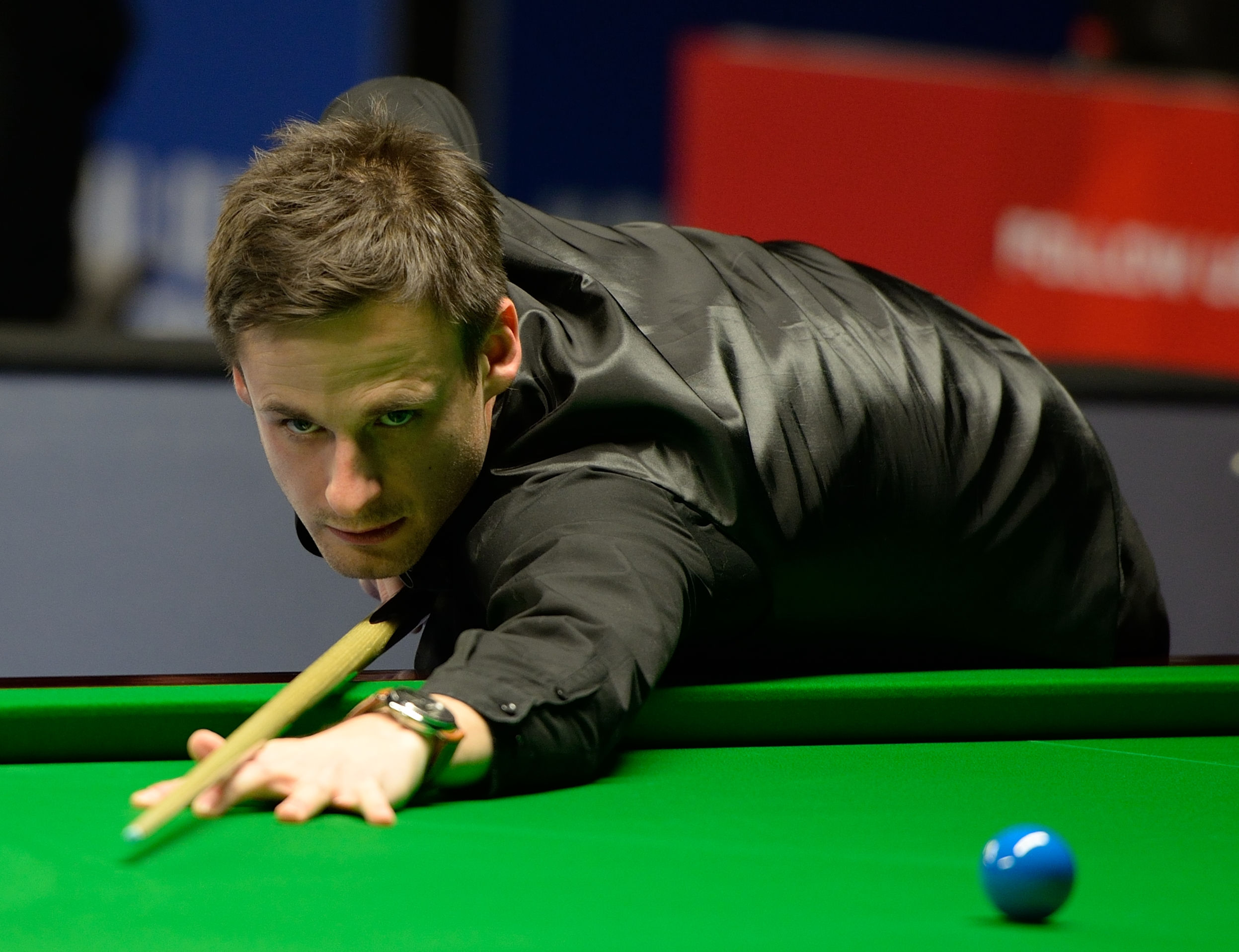
David Gilbert, 2015

David Gilbert, właśc. David Brown Gilbert (ur. 12 czerwca 1981 w Derby) – angielski snookerzysta.
W gronie profesjonalistów od 2001 roku. Plasuje się na 18. miejscu pod względem uzyskanych setek w profesjonalnych turniejach, w sierpniu 2025 miał ich łącznie 425. W Mistrzostwach Świata w 2019 dotarł do półfinału, gdzie przegrał 16:17 z Johnem Higginsem a następnie Mistrzostwa Świata w 2024 gdzie przegrał 12:17 z Kyrenem Wilsona.

## Udział w MŚ w 2007 roku
W 2007 roku wziął udział w głównej fazie Mistrzostw świata. W pierwszej rundzie tego turnieju przegrał 7:10 ze Stephenem Hendrym. Wcześniej w eliminacjach pokonał kolejno: Alfie Burdena (10:9), Gerarda Greene’a (10:6) i Marka Kinga (10:6).

### Inne osiągnięcia
Zapisał się w historii jako zdobywca wyjątkowego 147. maksymalnego breaka. Dokonał tego w turnieju Championship League 2019, grając przeciwko Stephenowi Maguierowi. W 2007 roku zagrał w pierwszej rundzie Welsh Open. Trzy razy grał w finale turnieju rankingowego: w 2015 w International Championship (przegrał z Johnem Higginsem), w 2018 w World Open (przegrał z Markiem Williamsem) i w 2019 w German Masters (przegrał z Kyrenem Wilsonem).
W swojej zawodowej karierze zarobił około 1 miliona 791 tysięcy funtów.

## Pozycja w światowym rankingu
| Sezon   | Miejsce                |
| ------- | ---------------------- |
| 2002/03 | 239 (poza Main Tourem) |
| 2003/04 | 84                     |
| 2004/05 | 83                     |
| 2005/06 | 90                     |
| 2006/07 | 67                     |
| 2007/08 | 45                     |
| 2008/09 | 43                     |
| 2009/10 | 51                     |
| 2010/11 | 55 / 81 / 78 / 83      |
| 2011/12 | 74 / 73 / 65 / 66      |